# Ewan Henderson
Ewan Henderson (Edimburgo, 27 marzo 2000) è un calciatore scozzese, centrocampista del Beerschot VA.

## Biografia
È il fratello minore di Liam Henderson, anch'egli calciatore.

## Carriera
Cresciuto nel settore giovanile del Celtic, ha esordito in prima squadra il 9 maggio 2018, nella partita di campionato pareggiata per 0-0 contro il Kilmarnock. Il 29 gennaio 2019 prolunga con i Bhoys fino al 2022, venendo poi ceduto, nel successivo mese di settembre, in prestito al Ross County. Il 26 marzo 2021 passa fino al termine della stagione al Dunfermline; dopo essere rientrato al Celtic, colleziona un'ulteriore presenza con il club di Glasgow, in occasione dell'incontro di Europa League vinto per 3-2 contro il Real Betis, in cui segna la seconda rete un minuto dopo il suo ingresso in campo.
Il 6 gennaio 2022 viene ceduto in prestito all'Hibernian, con il trasferimento che diventerà definitivo nell'estate successiva, firmando un triennale con la squadra di Edimburgo.

## Statistiche

### Presenze e reti nei club
Statistiche aggiornate al 22 novembre 2022.
| Stagione            | Club             | Campionato       | Campionato | Campionato | Coppe nazionali | Coppe nazionali | Coppe nazionali | Coppe continentali | Coppe continentali | Coppe continentali | Supercoppe | Supercoppe | Supercoppe | Totale | Totale |
| Stagione            | Club             | Comp             | Pres       | Reti       | Comp            | Pres            | Reti            | Comp               | Pres               | Reti               | Comp       | Pres       | Reti       | Pres   | Reti   |
| ------------------- | ---------------- | ---------------- | ---------- | ---------- | --------------- | --------------- | --------------- | ------------------ | ------------------ | ------------------ | ---------- | ---------- | ---------- | ------ | ------ |
| mag. 2018           | Celtic           | SP               | 1          | 0          | SC+CdL          | -               | -               | UCL+UEL            | -                  | -                  | -          | -          | -          | 1      | 0      |
| 2018-2019           | Celtic           | SP               | 4          | 0          | SC+CdL          | 1+0             | 0               | UCL+UEL            | 0                  | 0                  | -          | -          | -          | 5      | 0      |
| lug.-set. 2019      | Celtic           | SP               | 0          | 0          | SC+CdL          | 0               | 0               | UCL+UEL            | 1+0                | 0                  | -          | -          | -          | 1      | 0      |
| set. 2019-gen. 2020 | Ross County      | SP               | 9          | 0          | SC+CdL          | 1+0             | 0               | -                  | -                  | -                  | -          | -          | -          | 10     | 0      |
| 2020-mar. 2021      | Celtic           | SP               | 2          | 0          | SC+CdL          | 0               | 0               | UCL+UEL            | 0+1                | 0                  | -          | -          | -          | 3      | 0      |
| mar.-mag. 2021      | Dunfermline      | SC               | 8+2        | 1          | SC+CdL          | -               | -               | -                  | -                  | -                  | -          | -          | -          | 10     | 1      |
| 2021-gen. 2022      | Celtic           | SP               | 0          | 0          | SC+CdL          | 0               | 0               | UCL+UEL            | 0+1                | 0+1                | -          | -          | -          | 1      | 1      |
| Totale Celtic       | Totale Celtic    | Totale Celtic    | 7          | 0          |                 | 1               | 0               |                    | 3                  | 1                  |            | -          | -          | 11     | 1      |
| gen.-giu. 2022      | Hibernian        | SP               | 16         | 1          | SC+CdL          | 4+0             | 0               | UECL               | -                  | -                  | -          | -          | -          | 20     | 1      |
| 2022-2023           | Hibernian        | SP               | 30         | 1          | SC+CdL          | 1+4             | 0+3             | -                  | -                  | -                  | -          | -          | -          | 35     | 4      |
| Totale Hibernian    | Totale Hibernian | Totale Hibernian | 46         | 2          |                 | 9               | 3               |                    | -                  | -                  |            | -          | -          | 55     | 5      |
| Totale carriera     | Totale carriera  | Totale carriera  | 70+2       | 3          |                 | 11              | 3               |                    | 3                  | 1                  |            | -          | -          | 86     | 7      |

## Palmarès

### Club

#### Competizioni nazionali
- Campionato scozzese: 1

Celtic: 2018-2019
- Coppa di Scozia: 1

Celtic: 2018-2019
- Coppa di Lega scozzese: 1

Celtic: 2018-2019